# Wereldkampioenschap rally in 2019
Het wereldkampioenschap rally in 2019 was de zevenenveertigste jaargang van het wereldkampioenschap rally (officieel het FIA World Rally Championship), een kampioenschap in de autosport dat door de Fédération Internationale de l'Automobile (FIA) wordt erkend als de hoogste klasse binnen de internationale rallysport. Teams en rijders nemen deel aan veertien rondes — te beginnen in Monte Carlo op 22 januari en eindigend in Australië op 17 november — van het wereldkampioenschap rally voor rijders en constructeurs.

## Kalender
De grootste wijziging is de invoeging van de rally van Chili. Deze rally zou plaatsvinden tussen de rally van Argentinië en de rally van Portugal. Door de toevoeging van deze rally zijn er nu 14 rally's op de kalender. Van deze 14 zijn er 9 in Europa en 5 in de rest van de wereld.
| Ronde | Datum        | Datum        | Rally naam                               | Rally hoofdkwartier             | Rally details | Rally details | Rally details |
| Ronde | Start        | Finish       | Rally naam                               | Rally hoofdkwartier             | Ondergrond    | Proeven       | Afstand       |
| ----- | ------------ | ------------ | ---------------------------------------- | ------------------------------- | ------------- | ------------- | ------------- |
| 1     | 22 januari   | 27 januari   | 87ème Rallye Automobile de Monte-Carlo   | Gap, Hautes-Alpes               | Mix           | 16            | 322,81 km     |
| 2     | 14 februari  | 17 februari  | 67th Rally Sweden                        | Torsby, Värmlands län           | Sneeuw        | 19            | 319,17 km     |
| 3     | 7 maart      | 10 maart     | 16º Rally Guanajuato México              | León, Guanajuato                | Onverhard     | 21            | 316,51 km     |
| 4     | 28 maart     | 31 maart     | 62ème Corsica Linea Tour de Corse        | Bastia, Haute-Corse             | Asfalt        | 14            | 347,51 km     |
| 5     | 25 april     | 28 april     | 39º XION Rally Argentina                 | Villa Carlos Paz, Córdoba       | Onverhard     | 18            | 349,48 km     |
| 6     | 9 mei        | 12 mei       | 1º Copec Rally Chile                     | Concepción, Concepción, Biobío  | Onverhard     | 17            | 325,27 km     |
| 7     | 30 mei       | 2 juni       | 53º Vodafone Rally de Portugal           | Matosinhos, Porto               | Onverhard     | 20            | 311,23 km     |
| 8     | 13 juni      | 16 juni      | 16º Rally d'Italia Sardegna              | Alghero, Sardinië               | Onverhard     | 19            | 313,44 km     |
| 9     | 1 augustus   | 4 augustus   | 69th Neste Rally Finland                 | Jyväskylä, Keski-Suomi          | Onverhard     | 23            | 307,22 km     |
| 10    | 22 augustus  | 25 augustus  | 37. ADAC Rallye Deutschland              | Nohfelden, Saarland             | Asfalt        | 21            | 344,04 km     |
| 11    | 12 september | 15 september | 12th Rally Turkey Marmaris               | Marmaris, Muğla                 | Onverhard     | 17            | 309,56 km     |
| 12    | 3 oktober    | 6 oktober    | 75th Wales Rally Great Britain           | Llandudno, Conwy County Borough | Onverhard     | 22            | 309,76 km     |
| 13    | 24 oktober   | 27 oktober   | 55º Rally RACC Catalunya – Costa Daurada | Salou, Tarragona                | Mix           | 17            | 325,56 km     |
| -     | 14 november  | 17 november  | 28th Rally Australia                     | Coffs Harbour, New South Wales  | Onverhard     | Geannuleerd1  | Geannuleerd1  |

1 De Rally van Australië werd geannuleerd vanwege hevige bosbranden in de staat New South Wales.

## Teams en rijders
| World Rally Car inschrijvingen die in aanmerking komen om punten te scoren voor de constructeur | World Rally Car inschrijvingen die in aanmerking komen om punten te scoren voor de constructeur | World Rally Car inschrijvingen die in aanmerking komen om punten te scoren voor de constructeur | World Rally Car inschrijvingen die in aanmerking komen om punten te scoren voor de constructeur | World Rally Car inschrijvingen die in aanmerking komen om punten te scoren voor de constructeur | World Rally Car inschrijvingen die in aanmerking komen om punten te scoren voor de constructeur | World Rally Car inschrijvingen die in aanmerking komen om punten te scoren voor de constructeur | World Rally Car inschrijvingen die in aanmerking komen om punten te scoren voor de constructeur |
| Constructeur                                                                                    | Inschrijving                                                                                    | Auto                                                                                            | Band                                                                                            | #                                                                                               | Rijder                                                                                          | Navigator                                                                                       | Rondes                                                                                          |
| ----------------------------------------------------------------------------------------------- | ----------------------------------------------------------------------------------------------- | ----------------------------------------------------------------------------------------------- | ----------------------------------------------------------------------------------------------- | ----------------------------------------------------------------------------------------------- | ----------------------------------------------------------------------------------------------- | ----------------------------------------------------------------------------------------------- | ----------------------------------------------------------------------------------------------- |
| Citroën                                                                                         | Citroën Total WRT                                                                               | Citroën C3 WRC                                                                                  | M                                                                                               | 1                                                                                               | Sébastien Ogier                                                                                 | Julien Ingrassia                                                                                | 1-13                                                                                            |
| Citroën                                                                                         | Citroën Total WRT                                                                               | Citroën C3 WRC                                                                                  | M                                                                                               | 4                                                                                               | Esapekka Lappi                                                                                  | Janne Ferm                                                                                      | 1-13                                                                                            |
| Ford                                                                                            | M-Sport Ford World Rally Team                                                                   | Ford Fiesta WRC                                                                                 | M                                                                                               | 3                                                                                               | Teemu Suninen                                                                                   | Marko Salminen                                                                                  | 1-7                                                                                             |
| Ford                                                                                            | M-Sport Ford World Rally Team                                                                   | Ford Fiesta WRC                                                                                 | M                                                                                               | 3                                                                                               | Teemu Suninen                                                                                   | Jarmo Lehtinen                                                                                  | 8-13                                                                                            |
| Ford                                                                                            | M-Sport Ford World Rally Team                                                                   | Ford Fiesta WRC                                                                                 | M                                                                                               | 7                                                                                               | Pontus Tidemand                                                                                 | Ola Fløene                                                                                      | 1-2, 11-12                                                                                      |
| Ford                                                                                            | M-Sport Ford World Rally Team                                                                   | Ford Fiesta WRC                                                                                 | M                                                                                               | 33                                                                                              | Elfyn Evans                                                                                     | Scott Martin                                                                                    | 1-8, 12-13                                                                                      |
| Ford                                                                                            | M-Sport Ford World Rally Team                                                                   | Ford Fiesta WRC                                                                                 | M                                                                                               | 33                                                                                              | Gus Greensmith                                                                                  | Elliott Edmondson                                                                               | 9                                                                                               |
| Ford                                                                                            | M-Sport Ford World Rally Team                                                                   | Ford Fiesta WRC                                                                                 | M                                                                                               | 44                                                                                              | Gus Greensmith                                                                                  | Elliott Edmondson                                                                               | 7, 10                                                                                           |
| Hyundai                                                                                         | Hyundai Shell Mobis WRT                                                                         | Hyundai i20 Coupé WRC                                                                           | M                                                                                               | 6                                                                                               | Daniel Sordo                                                                                    | Carlos del Barrio                                                                               | 3-5, 7-8, 10-11, 13                                                                             |
| Hyundai                                                                                         | Hyundai Shell Mobis WRT                                                                         | Hyundai i20 Coupé WRC                                                                           | M                                                                                               | 11                                                                                              | Thierry Neuville                                                                                | Nicolas Gilsoul                                                                                 | 1-13                                                                                            |
| Hyundai                                                                                         | Hyundai Shell Mobis WRT                                                                         | Hyundai i20 Coupé WRC                                                                           | M                                                                                               | 19                                                                                              | Sébastien Loeb                                                                                  | Daniel Elena                                                                                    | 1-2, 4, 6-7, 13                                                                                 |
| Hyundai                                                                                         | Hyundai Shell Mobis WRT                                                                         | Hyundai i20 Coupé WRC                                                                           | M                                                                                               | 42                                                                                              | Craig Breen                                                                                     | Paul Nagle                                                                                      | 9, 12                                                                                           |
| Hyundai                                                                                         | Hyundai Shell Mobis WRT                                                                         | Hyundai i20 Coupé WRC                                                                           | M                                                                                               | 89                                                                                              | Andreas Mikkelsen                                                                               | Anders Jæger                                                                                    | 1-3, 5-6, 8-12                                                                                  |
| Toyota                                                                                          | Toyota Gazoo Racing WRT                                                                         | Toyota Yaris WRC                                                                                | M                                                                                               | 5                                                                                               | Kris Meeke                                                                                      | Sebastian Marshall                                                                              | 1-13                                                                                            |
| Toyota                                                                                          | Toyota Gazoo Racing WRT                                                                         | Toyota Yaris WRC                                                                                | M                                                                                               | 8                                                                                               | Ott Tänak                                                                                       | Martin Järveoja                                                                                 | 1-13                                                                                            |
| Toyota                                                                                          | Toyota Gazoo Racing WRT                                                                         | Toyota Yaris WRC                                                                                | M                                                                                               | 10                                                                                              | Jari-Matti Latvala                                                                              | Miikka Anttila                                                                                  | 1-13                                                                                            |

## Resultaten en kampioenschap standen

### Seizoensverloop
| Ronde | Evenement                                | Winnende rijder   | Winnende navigator | Winnende constructeur   | Winnende tijd     | WK-leider na rally | Verslag           |
| ----- | ---------------------------------------- | ----------------- | ------------------ | ----------------------- | ----------------- | ------------------ | ----------------- |
| 1     | 87ème Rallye Automobile de Monte-Carlo   | Sébastien Ogier   | Julien Ingrassia   | Citroën Total WRT       | 3:21:15,9         | Sébastien Ogier    | Verslag           |
| 2     | 67th Rally Sweden                        | Ott Tänak         | Martin Järveoja    | Toyota Gazoo Racing WRT | 2:47:30,0         | Ott Tänak          | Verslag           |
| 3     | 33º Rally Guanajuato México              | Sébastien Ogier   | Julien Ingrassia   | Citroën Total WRT       | 3:37:08,0         | Ott Tänak          | Verslag           |
| 4     | 62ème Corsica Linea Tour de Corse        | Thierry Neuville  | Nicolas Gilsoul    | Hyundai Shell Mobis WRT | 3:22:59,0         | Thierry Neuville   | Verslag           |
| 5     | 39º XION Rally Argentina                 | Thierry Neuville  | Nicolas Gilsoul    | Hyundai Shell Mobis WRT | 3:20:54,6         | Thierry Neuville   | Verslag           |
| 6     | 1º Copec Rally Chile                     | Ott Tänak         | Martin Järveoja    | Toyota Gazoo Racing WRT | 3:15:53,8         | Sébastien Ogier    | Verslag           |
| 7     | 53º Vodafone Rally de Portugal           | Ott Tänak         | Martin Järveoja    | Toyota Gazoo Racing WRT | 3:20:22,8         | Sébastien Ogier    | Verslag           |
| 8     | 16º Rally d'Italia Sardegna              | Daniel Sordo      | Carlos del Barrio  | Hyundai Shell Mobis WRT | 3:32:27,2         | Ott Tänak          | Verslag           |
| 9     | 69th Neste Rally Finland                 | Ott Tänak         | Martin Järveoja    | Toyota Gazoo Racing WRT | 2:30:40,3         | Ott Tänak          | Verslag           |
| 10    | 37. ADAC Rallye Deutschland              | Ott Tänak         | Martin Järveoja    | Toyota Gazoo Racing WRT | 3:15:29,8         | Ott Tänak          | Verslag           |
| 11    | 12th Rally Turkey Marmaris               | Sébastien Ogier   | Julien Ingrassia   | Citroën Total WRT       | 3:50:12,1         | Ott Tänak          | Verslag           |
| 12    | 75th Wales Rally Great Britain           | Ott Tänak         | Martin Järveoja    | Toyota Gazoo Racing WRT | 3:00:58,0         | Ott Tänak          | Verslag           |
| 13    | 55º Rally RACC Catalunya – Costa Daurada | Thierry Neuville  | Nicolas Gilsoul    | Hyundai Shell Mobis WRT | 3:07:39,6         | Ott Tänak          | Verslag           |
| -     | 28th Rally Australia                     | Rally geannuleerd | Rally geannuleerd  | Rally geannuleerd       | Rally geannuleerd | Rally geannuleerd  | Rally geannuleerd |

### Puntensysteem
- Punten worden uitgereikt aan de top tien geklasseerden. In het kampioenschap voor constructeurs, worden punten alleen uitgereikt aan de twee best geplaatste rijders in het klassement per constructeur en actief in een 2019-specificatie World Rally Car. Er worden ook extra punten vergeven aan de winnaars van de Power Stage, vijf voor de eerste plaats, vier voor de tweede, drie voor derde, twee voor de vierde en een voor de vijfde. Power Stage punten tellen alleen mee in het kampioenschap voor rijders.

| Positie | 1. | 2. | 3. | 4. | 5. | 6. | 7. | 8. | 9. | 10. |
| Punten  | 25 | 18 | 15 | 12 | 10 | 8  | 6  | 4  | 2  | 1   |

### Rijders
| Pos. | Rijder                  | MON | ZWE | MEX | FRA | ARG | CHL | POR | ITA | FIN | DUI | TUR | GBR | SPA | AUS | Pnt. |
| ---- | ----------------------- | --- | --- | --- | --- | --- | --- | --- | --- | --- | --- | --- | --- | --- | --- | ---- |
| 1    | Ott Tänak               | 34  | 1   | 2   | 62  | 85  | 1   | 13  | 5   | 1   | 1   | 161 | 1   | 21  | C   | 263  |
| 2    | Thierry Neuville        | 23  | 32  | 43  | 14  | 13  | DNF | 2   | 63  | 62  | 41  | 82  | 25  | 13  | C   | 227  |
| 3    | Sébastien Ogier         | 12  | 284 | 1   | 25  | 31  | 2   | 31  | 422 | 54  | 75  | 13  | 32  | 85  | C   | 217  |
| 4    | Andreas Mikkelsen       | DNF | 4   | DNF |     | 2   | 7   |     | 31  | 43  | 6   | 3   | 6   |     | C   | 102  |
| 5    | Elfyn Evans             | DNF | 53  | 3   | 3   | DNF | 4   | 5   | 45  | DNS |     |     | 54  | 62  | C   | 102  |
| 6    | Kris Meeke              | 61  | 6   | 52  | 91  | 4   | 105 | DNF | 8   | DNF | 24  | 7   | 4   | 30  | C   | 98   |
| 7    | Jari-Matti Latvala      | 5   | 21  | 8   | 10  | 52  | 113 | 7   | 194 | 35  | 3   | 64  | DNF | 5   | C   | 93   |
| 8    | Daniel Sordo            |     |     | 94  | 4   | 64  |     | 235 | 1   |     | 5   | 5   |     | 34  | C   | 89   |
| 9    | Teemu Suninen           | 115 | 23  | DNF | 53  | 7   | 5   | 4   | 2   | 8   | 292 | 45  | DNF | 7   | C   | 89   |
| 10   | Esapekka Lappi          | DNF | 25  | 135 | 7   | DNF | 6   | DNF | 7   | 2   | 8   | 2   | 273 | DNF | C   | 83   |
| 11   | Sébastien Loeb          | 4   | 7   |     | 8   |     | 34  | DNF |     |     |     |     |     | 4   | C   | 51   |
| 12   | Kalle Rovanperä         | 18  | 18  |     | DNF |     | 8   | 6   | 9   | 9   | 16  | 18  | 9   | 12  | C   | 18   |
| 13   | Pontus Tidemand         | 20  | 8   |     |     |     |     |     |     |     |     | 9   | 7   |     | C   | 12   |
| 14   | Craig Breen             |     |     |     |     |     |     |     |     | 7   |     |     | 8   |     | C   | 10   |
| 15   | Gus Greensmith          | 7   | 19  |     |     | 15  | 12  | DNF | 43  | DNF | 9   | 10  | 34  | 15  | C   | 9    |
| 16   | Benito Guerra jr.       |     |     | 6   |     | 12  | 16  | 14  |     |     |     |     | 20  | DNF | C   | 8    |
| 17   | Marco Bulacia Wilkinson |     |     | 7   |     | DNF | 15  |     | 14  |     |     | 13  | 16  | DNF | C   | 6    |
| 18   | Mads Østberg            |     | 11  |     |     | 9   | 9   | 24  | 18  |     | 17  |     | 45  | 9   | C   | 6    |
| 19   | Jan Kopecký             |     |     |     |     |     |     | 8   | 10  |     | 11  | 11  | 18  | 11  | C   | 5    |
| 20   | Yoann Bonato            | 8   |     |     | 49  |     |     |     |     |     |     |     |     |     | C   | 4    |
| 21   | Ole Christian Veiby     | 12  | 9   |     | DNF |     |     | DNF | 20  |     |     |     | 35  | 16  | C   | 2    |
| 22   | Pierre-Louis Loubet     |     |     |     | 44  |     |     | 9   | 11  | 14  |     |     | 12  | 17  | C   | 2    |
| 23   | Stéphane Sarrazin       | 9   |     |     |     |     |     |     |     |     | DNF |     |     |     | C   | 2    |
| 24   | Nikolaj Grijazin        |     | 15  |     | 12  |     |     | 13  | DNF | 10  | 20  |     | 13  | 23  | C   | 1    |
| 25   | Takamoto Katsuta        | 13  | DNF |     | 14  | 16  | 14  | 21  | DNF | DNF | 10  |     | 14  | 40  | C   | 1    |
| 26   | Eric Camilli            |     |     |     | DNF |     |     |     |     | 13  | 15  |     |     | 10  | C   | 1    |
| 27   | Emil Bergkvist          |     | 14  |     |     |     |     | 10  |     |     |     |     |     |     | C   | 1    |
| 28   | Adrien Fourmaux         | 10  | 43  |     | 30  |     |     |     | 37  | 23  | 23  |     | 15  | 33  | C   | 1    |
| 29   | Pedro Heller            |     |     | DNF |     | 10  | 28  |     |     |     |     |     |     |     | C   | 1    |
| 30   | Janne Tuohino           |     | 10  |     |     |     |     |     |     |     |     |     |     |     | C   | 1    |
| 30   | Ricardo Triviño         |     |     | 10  |     |     |     |     |     |     |     |     |     |     | C   | 1    |
| 30   | Petter Solberg          |     |     |     |     |     |     |     |     |     |     |     | 10  |     | C   | 1    |

| Kleur  | Resultaat                             |
| ------ | ------------------------------------- |
| Goud   | Winnaar                               |
| Zilver | 2e plaats                             |
| Brons  | 3e plaats                             |
| Groen  | Gefinisht, in punten                  |
| Blauw  | Gefinisht, geen punten                |
| Blauw  | Niet geklasseerd (NC: Not classified) |
| Paars  | Niet gefinisht (DNF: Did not finish)  |
| Zwart  | Gediskwalificeerd (DSQ: Disqualified) |
| Wit    | Uitgesloten (EX: Excluded)            |
| Wit    | Trok zich terug (WD: Withdrew)        |
| Wit    | Niet gestart (DNS: Did not start)     |
| Blank  | Geannuleerd (C: Cancelled)            |
| Blank  | Uitgesteld (PP: Postponed)            |

### Constructeurs
| Pos. | Constructeur            | #  | MON | ZWE | MEX | FRA | ARG | CHL | POR | ITA | FIN | DUI | TUR | GBR | SPA | AUS | Pnt. |
| ---- | ----------------------- | -- | --- | --- | --- | --- | --- | --- | --- | --- | --- | --- | --- | --- | --- | --- | ---- |
| 1    | Hyundai Shell Mobis WRT | 6  |     |     | 6   | 4   | NC  |     | 7   | 1   |     | 4   | 5   |     | 3   | C   | 380  |
| 1    | Hyundai Shell Mobis WRT | 11 | 2   | 3   | 4   | 1   | 1   | DNF | 2   | NC  | 6   | 3   | NC  | 2   | 1   | C   | 380  |
| 1    | Hyundai Shell Mobis WRT | 19 | 4   | NC  |     | NC  |     | 3   | DNF |     |     |     |     |     | NC  | C   | 380  |
| 1    | Hyundai Shell Mobis WRT | 42 |     |     |     |     |     |     |     |     | NC  |     |     | NC  |     | C   | 380  |
| 1    | Hyundai Shell Mobis WRT | 89 | DNF | 4   | DNF |     | 2   | 7   |     | 3   | 4   | NC  | 3   | 6   |     | C   | 380  |
| 2    | Toyota Gazoo Racing WRT | 5  | NC  | 6   | 5   | 8   | 4   | 8   | DNF | 7   | DNF | 2   | 7   | 4   | NC  | C   | 362  |
| 2    | Toyota Gazoo Racing WRT | 8  | 3   | 1   | 2   | 6   | NC  | 1   | 1   | 5   | 1   | 1   | NC  | 1   | 2   | C   | 362  |
| 2    | Toyota Gazoo Racing WRT | 10 | 5   | NC  | NC  | NC  | 5   | NC  | 6   | NC  | 3   | NC  | 6   | DNF | 4   | C   | 362  |
| 3    | Citroën Total WRT       | 1  | 1   | 8   | 1   | 2   | 3   | 2   | 3   | 8   | 5   | 5   | 1   | 3   | 7   | C   | 284  |
| 3    | Citroën Total WRT       | 4  | DNF | 2   | 7   | 7   | DNF | 6   | DNF | 6   | 2   | 6   | 2   | 8   | DNF | C   | 284  |
| 4    | M-Sport Ford WRT        | 3  | 6   | NC  | DNF | 5   | 6   | 5   | 4   | 2   | 7   | 8   | 4   | DNF | 6   | C   | 218  |
| 4    | M-Sport Ford WRT        | 7  | 7   | 7   |     |     |     |     |     |     |     |     | 8   | 7   |     | C   | 218  |
| 4    | M-Sport Ford WRT        | 33 | DNF | 5   | 3   | 3   | DNF | 4   | 5   | 4   | DNF |     |     | 5   | 5   | C   | 218  |
| 4    | M-Sport Ford WRT        | 44 |     |     |     |     |     |     | DNF |     |     | 7   |     |     |     | C   | 218  |

| Kleur  | Resultaat                             |
| ------ | ------------------------------------- |
| Goud   | Winnaar                               |
| Zilver | 2e plaats                             |
| Brons  | 3e plaats                             |
| Groen  | Gefinisht, in punten                  |
| Blauw  | Gefinisht, geen punten                |
| Blauw  | Niet geklasseerd (NC: Not classified) |
| Paars  | Niet gefinisht (DNF: Did not finish)  |
| Zwart  | Gediskwalificeerd (DSQ: Disqualified) |
| Wit    | Uitgesloten (EX: Excluded)            |
| Wit    | Trok zich terug (WD: Withdrew)        |
| Wit    | Niet gestart (DNS: Did not start)     |
| Blank  | Geannuleerd (C: Cancelled)            |
| Blank  | Uitgesteld (PP: Postponed)            |

Noot: Alleen de twee best geklasseerde rijders van een team scoren punten voor de constructeur.